# Don't Stop (JC Chasez-låt)
"Don't Stop" är en låt skriven av JC Chasez, Kristian Lundin och Carl Falk.
Låten uppmärsammades 2011 när Anders Fernette skulle delta med den i Melodifestivalen 2011. Det framkom att låten tidigare hade varit publicerad på MySpace före tävlingen och den diskvalificerades bara timmar efter presskonferensen där bidraget hade presenterats. Låtskrivarna gavs möjlighet att skriva en ny låt, men Fernette tävlade istället med låten "Run" av Desmond Child, Negin Djafari, Hugo Lira, Ian-Paolo Lira och Thomas Gustafsson. "Run" slutade 8 och sist i sin deltävling.